# De Harmonie (uitgeverij)
De Harmonie is een Nederlandse uitgever gespecialiseerd in proza, poëzie en strips. De Harmonie is onder andere bekend van het uitgeven van de Bescheurkalender van Van Kooten en De Bie, de Nederlandse vertaling van de boeken uit de Harry Potter-serie en geeft tevens de boeken van Peter van Straaten uit. De uitgeverij publiceert jaarlijks 30 tot 40 nieuwe titels. Deze uitgaven zijn te verdelen in proza, poëzie, kinderboeken, kunstboeken, strips, dvd’s en cd’s. 
De uitgeverij is in 1972 opgericht door uitgever Jaco Groot. In de loop der jaren is De Harmonie een aantal keer verhuisd, maar sinds 14 februari 2008 is de uitgeverij gevestigd aan de Herengracht te Amsterdam. Er werken vier mensen.

## Harry Potter
In de jaren 90 gaf het de Harry Potter-serie. De boeken zijn vertaald door Wiebe Buddingh'. Daarnaast zijn nog twee boekjes uitgekomen van de Comic Relief-serie. Dit zijn Zwerkbal Door de Eeuwen Heen en Fabeldieren en Waar Ze Te Vinden, ook vertaald door Wiebe Buddingh'.
De boeken van J.K. Rowling kwamen bij de uitgeverij De Harmonie nadat ze eerder geweigerd waren door de grotere uitgever Querido. Jaco Groot las echter een interview met de auteur. Hij las dat Rowling bij Amnesty International had gewerkt, net als zijn echtgenote. Hierop vroeg hij het manuscript op en liet het zijn vrouw lezen. Deze wilde het boek graag laten uitbrengen, hoewel het niet binnen het fonds paste.

## De Gaberbocchus Press
De Gaberbocchus Press werd in 1948 opgericht door Stefan Themerson en zijn echtgenote Franciszka Themerson. In de 31 jaar die daarop volgden publiceerden zij meer dan 60 titels, waaronder werk van Alfred Jarry, Kurt Schwitters, Bertrand Russell en van de Themersons zelf. In 1979 werd de Gaberbocchus Press op verzoek van de Themersons overgenomen door De Harmonie